# Hermannstädter Zeitung

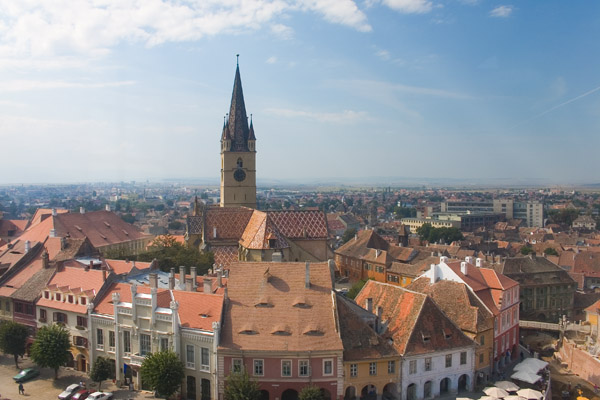
Hermannstadt Kleiner Ring

Die Hermannstädter Zeitung ist eine deutschsprachige Wochenzeitung, die jeweils freitags in Hermannstadt (Sibiu) in Siebenbürgen, Rumänien, erscheint. Die Redakteure sehen ihre Zeitung als Nachrichtenblatt und Forum für die Leser.

## Geschichte
Die Zeitung wurde 1968 unter ihrem heutigen Namen gegründet. 1971, als es unter der Herrschaft Nicolae Ceaușescus weitgehend verboten war, die deutschen Bezeichnungen von Städten und Orten zu verwenden, wurde das Blatt in Die Woche umbenannt. Bis zur Rumänischen Revolution 1989 war die Zeitung innerhalb der Rumänischen Kommunistischen Partei „gleichgeschaltet“ und opponierte nicht gegen den autoritären Staat. Am 26. Dezember 1989 erhielt sie wieder den ursprünglichen Namen.

## Heutige Situation
Die Zeitung wird heute nicht nur von den Deutschen aus Hermannstadt gelesen, sondern auch immer mehr von an Rumänien interessierten Ausländern, da die Hermannstädter Zeitung und die in Bukarest täglich erscheinende Allgemeine Deutsche Zeitung für Rumänien meist die einzigen Medien sind, die direkt aus dem Land über die Situation der Deutschen in Rumänien informieren. Heute gehen etwa 41 Prozent der Auflage ins Ausland, dabei hat sich die Auflage von 1700 (1995) bis heute auf etwa 2100 Exemplare pro Ausgabe gesteigert.
Der Inhalt der Zeitung richtet sich nicht nur an Erwachsene, sondern auch an Kinder, für die die „Juniorecke“ eingerichtet ist. Sie wendet sich an 9- bis 14-jährige und fördert somit deren Deutschkenntnisse. Außerdem erschien ebenfalls als Beilage die HaZett, die sich an 15- bis 18-jährige richtete. Diese musste nach anfänglich starkem, später jedoch zurückgehendem Interesse der Leserschaft und der Jugendredaktion eingestellt werden.